# 매켄지 보얼
매켄지 보얼 경(Sir Mackenzie Bowell, KCMG, 1823년 12월 27일~1917년 12월 10일)은 캐나다의 정치인, 총리(1894~1896)이다.
영국 서퍽주 리킹홀에서 태어나, 9살 때 부모를 따라 어퍼캐나다의 식민지(지금의 온타리오주) 경계 지방으로 이주하여 온타리오호에 자리잡은 벨빌에 정착하였다. 교육을 제대로 받지 못한 그는 11세 때 지역 신문 인텔리전서(Intelligencer)의 발행자 도제로 일하다가, 1860년 그 신문의 편집자 겸 주인이 되었다.
1867년 정부의 일을 시작하였고, 보수당원으로 의회에 선출되어 여러 직위에서 근무하였다. 1894년 12월 21일 총리가 되었지만, 결단력이 약한 지도자로 평가받았다. 매니토바주의 가톨릭 학교 설립을 후원하는 데에 실패하여 지지를 잃고 말았다. 결국, 1896년 4월 총리직을 사임하였다.
1917년 12월 10일, 94세의 생일을 앞둔 채 벨빌에서 사망하였다.

## 서훈
- 1895년 세인트마이클앤드세인트조지 훈장 2등급(KCMG, 작위급 훈장)

## 역대 선거 결과
| 선거명      | 직책명                            | 대수 | 정당   | 득표율   | 득표수  | 결과 | 당락                          |
| ----------- | --------------------------------- | ---- | ------ | -------- | ------- | ---- | ----------------------------- |
| 1867년 선거 | 하원의원 (헤이스팅스 노스 선거구) | 1대  | 보수당 | 0%       | 928표   | 1위  | 헤이스팅스 노스 하원의원 당선 |
| 1872년 선거 | 하원의원 (헤이스팅스 노스 선거구) | 2대  | 보수당 | 0%       | 766표   | 1위  | 헤이스팅스 노스 하원의원 당선 |
| 1874년 선거 | 하원의원 (헤이스팅스 노스 선거구) | 3대  | 보수당 | 0%       | 847표   | 1위  | 헤이스팅스 노스 하원의원 당선 |
| 1878년 선거 | 하원의원 (헤이스팅스 노스 선거구) | 4대  | 보수당 | 0%       | 1,249표 | 1위  | 헤이스팅스 노스 하원의원 당선 |
| 1878년 선거 | 하원의원 (헤이스팅스 노스 선거구) | 4대  | 보수당 | 단독후보 | 무투표  | 1위  | 헤이스팅스 노스 하원의원 당선 |
| 1882년 선거 | 하원의원 (헤이스팅스 노스 선거구) | 5대  | 보수당 | 0%       | 1,408표 | 1위  | 헤이스팅스 노스 하원의원 당선 |
| 1887년 선거 | 하원의원 (헤이스팅스 노스 선거구) | 6대  | 보수당 | 0%       | 1,723표 | 1위  | 헤이스팅스 노스 하원의원 당선 |
| 1891년 선거 | 하원의원 (헤이스팅스 노스 선거구) | 7대  | 보수당 | 0%       | 1,686표 | 1위  | 헤이스팅스 노스 하원의원 당선 |